# Sagum foliaceum
Sagum foliaceum is een eenoogkreeftjessoort uit de familie van de Lernanthropidae. De wetenschappelijke naam van de soort is voor het eerst geldig gepubliceerd in 1905 door Goggio.